# Sensor BSI

Comparació de seccions simplificades de píxels il·luminats des del darrere o il·luminats frontalment

Un Sensor BSI, o CMOS BSI, (de l'Inglés: Back-Side Illumination), són els termes abreujats que defineixen el Sensor CMOS amb il·luminació posterior. Es tracta d'un tipus de sensor digital d'imatge que utilitza una nova disposició dels elements fotosensibles per tal d'augmentar la quantitat de llum captada i així millorar el rendiment amb poca llum.
El principi d'aquesta tecnologia consisteix a girar l'oblia, intercanviant la que en el sistema clàssic, era la part frontal, amb la posterior on hi ha els transistors, és a dir, la capa dels circuits conductors amb la capa dels elements fotosensibles, així en incidir la llum directament sobre aquesta última, s'obté una gran millora de sensibilitat, sobretot, en entorns amb poca llum.
Aquesta tècnica inventada per OmniVision Technologies, es va utilitzar durant algun temps en entorns especialitzats, com càmeres de seguretat i sensors d'astronomia per a poca llum, però era desconstrucció una mica complexa i requeria algunes millores abans de poder servir per al gran públic.
Sony va ser la primera a reduir suficientment aquests problemes i els costos com per poder introduir al mercat un sensor BI CMOS EXMOR R de 5 megapíxels d'1,75 micres a un preu competitiu el 2009.

## Descripció

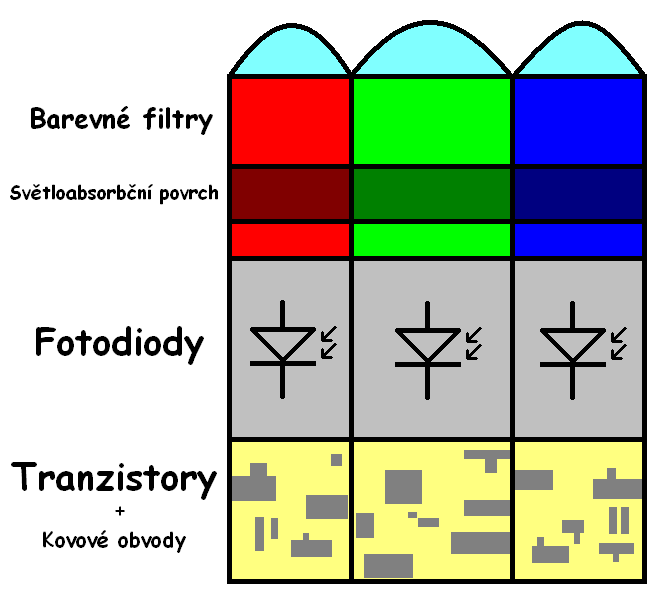
Estructura d'un xip BSI CMOS, amb la capa fotosensible frontal (a l'inrevés de la clàssica CMOS oculta darrere dels transistors i els circuits de metall)

La diferència introduïda en col·locar el cablejat darrere dels fotodíodes sensors de llum és similar a la diferència existent entre l'ull dels cefalòpodes i l'ull dels vertebrats.
Un sensor digital d'imatge tradicional, amb il·luminació frontal es construeix d'una manera similar a la de l'ull humà, amb una lent a la part davantera i els fotodetectors a la part posterior. En aquest tipus de disseny tradicional del sensor digital, la matriu activa del sensor es col·locava en la superfície davantera amb els conductors entre la matriu i la llum entrant, simplificant així la fabricació. No obstant això la matriu activa i el seu cablejat, reflecteixen part de la llum i, per tant, només podia arribar a la capa de fotocàtodes una part de la llum entrant; la reflexió en aquests elements reduïa la quantitat de llum capaç de ser capturada.
Un sensor d'il·luminació posterior conté els mateixos elements, però situa la matriu del cablejat darrere de la capa fotocàtodes, invertint la posició de l'oblia de silici durant la fabricació, aprimant després el seu revers perquè la llum pugui arribar amb més facilitat a la capa de fotocàtodes sense passar a través de la capa de cablejat. Aquest canvi permet millorar (des d'un 60% fins més del 90%) la probabilitat que un fotó entrant sigui capturat per la capa sensible, la major diferència de guany s'obté com més petita és la mida del píxel, ja que l'àrea de captura de llum guanyada en canviar el cablejat de la part anterior (llum incident) a la superfície posterior (parafrasejant el disseny BSI) és proporcionalment més petita per a un píxel més gran. Els sensors BSI-CMOS són més avantatjosos en condicions de poca llum.

## Història
El primer xip funcional va ser creat el 2007 per OmniVision Technologies, però no es va generalitzar per mor de les exigències tecnològiques de la producció i el preu massa alt. No obstant això, a l'agost del 2009 Sony va introduir el xip sensor CMOS Exmor R, en la seva gamma de productes. Segons Sony, el nou sensor oferia 8 dB de guany de senyal i -2 dB de factor de soroll. De fet el sensor amb el nou disseny d'il·luminació posterior, pot aportar una millora del rendiment de fins a dues vegades en entorns amb poca llum. el 2010, Apple, va instal·lar xips BSI CMOS d'OmniVision Technologies a la Càmera del seu iPhone 4.
Els competidors van seguir el seu exemple, i a final de l'any la majoria de les empreses oferien una versió BSI en els productes d'alta gamma. OmniVision va continuar impulsant la tecnologia en la seva línia de productes, per exemple amb el HTC EVO 4G, equipat amb un sensor BSI d'OmniVision de 8 Mpx d'1,4 micres. El 2011, com a primícia, Sony va implantar el seu sensor Exmor R en el smartphone insígnia de Sony Ericsson Xperia Arc. Finalment, al setembre de 2013, l'iPhone 4s passaria a emprar també un sensor fabricat per Sony.)

## Avantatges
- Alta sensibilitat del sensor digital.
- Més barat i més fàcil de fabricar que els CCD.
- El xip és molt ràpid
- Petita grandària
- Menor consum d'energia

## Desavantatges[12]
- Una major tendència a la diafonia dels senyals electrònics que poden causar una barreja de colors i certs tipus de problemes de soroll.
- Atès que s'empra una oblia de silici més prima, els sensors són més fràgils durant la fabricació.
- Hi ha un flux de corrent fins i tot quan el sensor no està il·luminat.